# José Trinidad Medel Pérez
José Trinidad Medel Pérez (* 3. Juni 1928 in Santa Cruz Aquiáhuac; † 11. September 2017) war ein mexikanischer Geistlicher und römisch-katholischer Erzbischof von Durango.

## Leben
José Trinidad Medel Pérez empfing am 15. Januar 1955 die Priesterweihe für das Erzbistum Puebla de los Ángeles.
Papst Johannes Paul II. ernannte ihn am 22. Mai 1986 zum Bischof von Tula. Der Apostolische Delegat in Mexiko, Erzbischof Girolamo Prigione, spendete ihm am 12. Juli desselben Jahres die Bischofsweihe; Mitkonsekratoren waren Rosendo Huesca Pacheco, Erzbischof von Puebla de los Ángeles, und Ricardo Guízar Díaz, Bischof von Atlacomulco. 
Am 4. März 1993 wurde er zum Erzbischof von Durango ernannt. Papst Johannes Paul II. nahm am 5. Juni 2002 sein aus gesundheitlichen Gründen vorgebrachtes Rücktrittsgesuch an.